# Газиев, Ислам Гареевич
Исла́м Гаре́евич Гази́ев (род. 30 сентября 1929, Курманаево, Башкирская АССР) — экскаваторщик, Герой Социалистического Труда (20.2.1975).

## Биография
Ислам Гареевич Газиев родился 30 сентября 1929 г. в д. Курманаево (ныне — Аургазинского района Башкирии). Образование — неполное среднее.
Трудовую деятельность начал в 1949 году после окончания Черниковской школы фабрично-заводского обучения № 20 в коллективе строительно-монтажного управления № 1 треста «Востокпроводмеханизация» помощником машиниста экскаватора. С 1954 года работал машинистом экскаватора.
За продолжительный период работы И. Г. Газиев в совершенстве овладел современной землеройной техникой. Будучи высококвалифицированным специалистом, умело передавал свой опыт молодым механизаторам. За годы девятой пятилетки (1971—1975) обучил своей профессии 10 человек.
Принимал активное участие в строительстве крупнейших магистральных трубопроводов: Средняя Азия — Центр, Усть-Балык — Курган — Уфа — Альметьевск, Медвежье — Центр, других особо важных объектов нефтяной и газовой промышленности. На строительстве газопровода Медвежье — Центр добился самых высоких производственных успехов: в тяжелых климатических условиях Севера на экскаваторе, разработав траншею протяженностью более 25 километров, выполнил директивные нормы выработки на 140 процентов, сменные задания систематически выполнял на 145—150 процентов. В результате правильной эксплуатации вверенной ему техники и бережливого отношения к ней только на этом объекте И. Г. Газиев сэкономил 3 700 литров дизельного топлива и 310 метров стального троса.
В 1974 году, определяющем году девятой пятилетки, разработал 322 тысячи кубометров грунта при плане 180 тысяч. Свой личный план и принятые социалистические обязательства на 1974 г. выполнил досрочно — в августе, а свой пятилетний план и задания завершил за три года и семь месяцев.
За выдающиеся производственные успехи, достигнутые при строительстве газопровода Северные районы Тюменской области — Урал — Поволжье — Центр, Указом Президиума Верховного Совета СССР от 20 февраля 1975 г. И. Г. Газиеву присвоено звание Героя Социалистического Труда.
В 1989 году вышел на пенсию; живёт в Уфе.

## Награды
- орден Трудового Красного Знамени (1971)
- Отличник газовой промышленности СССР (1974)
- Герой Социалистического Труда (орден Ленина и медаль «Серп и Молот», 20.2.1975).